# کامیون ماوه
کامیون ماوه (به لهستانی:  Kamion Mały) یک روستا در لهستان است که در گمینا مووجشن واقع شده‌است.